# Et selskab af danske kunstnere i Rom
Et selskab af danske kunstnere i Rom er et maleri af Constantin Hansen fra 1837. Billedet viser Constantin Hansen i selskab med sine kunstnerkolleger, der opholdt sig i Rom i foråret 1837. De portrætterede personer er: Constantin Hansen (skitsen, hvor han sad model, blev udført af Albert Küchler),Gottlieb Bindesbøll, Martinus Rørbye, Wilhelm Marstrand, Albert Küchler, Ditlev Blunck og Jørgen Sonne (anført i den rækkefølge, de ses på billedet fra venstre mod højre).

## Baggrund
Billedet blev malet efter opfordring fra Kunstforeningen i København, der på sin generalforsamling den 9. marts 1837 blandt andet havde besluttet, "at der skulde udgaae en Opfordring til 6 danske Kunstnere, der opholde sig i Udlandet, om at indsende til Foreningen Malerier over selvvalgte Gjenstande til en Priis, de selv maatte bestemme, dog ikke over 150 Species." Forslaget fra bestyrelsen blev vedtaget, og det blev besluttet, at opfordringen skulle rettes til Ditlev Blunck, Constantin Hansen, Albert Küchler, Wilhelm Marstrand, Niels Simonsen og Jørgen Sonne.

## Maleriet bliver til
Opfordringen nåede formentlig Constantin Hansen i begyndelsen af april 1837. Af bevaret korrenspondance antydes, at billedet først blev til efter, at opfordringen om at male et billede var indløbet.
I den følgende tid oplyser flere at de malede personer, at de har siddet model for Constantin Hansen, således Martinus Rørbye den 18. juni 1837.
Marstrand har om billedet oplyst, at "Constantin har malet os allesammen hvor vi drikke Kaffe i Bindesbølls, før Petzholts Stue".
Rørbye har skrevet i sin dagbog: "En kjedsommelig Dag, jeg tilbragte den med at sidde Model for Hansen til Studiet for det Malerie, han har begyndt med fleere af de danske Kunstnere paa."

## Motivet
Maleriet forestiller de nævnte syv kunstnere og en hund i et værelse med altan i Rom.
Maleriets hovedperson er arkitekten Gottlieb Bindesbøll som ligger på gulvet med en fez på hovedet. De andre kunstnere er placeret rundt om ham og lytter mere eller mindre interesseret til det, han er i færd med at fortælle. I interiøret omkring kunstnerne hænger der skitser, som de har udført under deres ophold i Italien.
På væggen hænger Constantin Hansens skitse til maleriet Det såkaldte Vestatempel med dets omgivelser i Rom (1837). På den anden side af altandøren står der en gipsfigur af en mand iklædt en antik klædedragt. Der er en figur udført af H.W. Bissen.

## Afsendelsen
Maleriet blev færdigt hen på efteråret og blev sammen med andre malerier sendt til København den 16. november 1837.

## Modtagelsen
Maleriet fik i samtiden en blandet modtagelse. En af de tidligste kommentarer til maleriet findes i Dansk Kunstblad fra 6. januar 1838. Her undrer skribenten (muligvis F.C. Hillerup) sig over den alvorlige stemning i billedet. Han giver samtidigt udryk for, at han har svært ved at forstå værkets indhold og idé. 
Senere samme år (maj 1863) skrev teologen H.F. Wiborg, at maleriet manglede ånd: ”hvor er Livet, hvor er Aanden? I sandhed! En kunstnerisk Fremstilling af Kunstneres Ansigter burde ikke være aandløs” 
Selvom modtagelsen af Hansens værk i samtiden var blandet, betragtes maleriet i dag som et hovedværk i den danske guldalder.

## Kunsthistoriske tolkninger

### Tolkninger af samtaleemnet
Skribenten (muligvis F.C. Hillerup) undrer sig i en artikel i Dansk Kunstblad (6. januar 1838) over den alvorlige stemning, der hviler over maleriet. Skribenten foreslår den tolkning, at kunstnernes alvorlige miner skyldes, at de diskuterer koleraen, som hærgede Italien på det tidspunkt, Hansen malede billedet. 
Den danske kunsthistoriker N.L. Høyen var af den overbevisning, at kunstnerne i lejligheden lytter til Bindesbøll, der fortæller om sin og Martinus Rørbys rejse til Grækenland og Tyrkiet.
Den danske kunsthistoriker P.H. Rohde fremførte i 1982 en helt tredje tolkning af kunstnergruppens samtaleemne. Rohde mener, at en læsning af billedets komposition er nøglen til at forstå, hvad kunstnerne diskuterer. Rohde beskriver, hvordan figurkompositionen gennem en s-kurve leder beskuerens blik fra venstre mod højre. S-linjen begynder ved Constantin Hansen går videre mod Bindesbøll for til sidst at ende ved bordet til højre, hvor man ser et tegnebræt med grundtegningen til Thorvaldsens Museum, som Bindesbøll har tegnet. Rohde mener, at det er mere sandsynligt, at Bindesbøll fortæller sine kunstnerkollegaer om sit arbejde med museet end om kolera eller sin rejse, fordi det tidsmæssigt stemmer overens med, at Bindebøll i 1837 arbejdede intenst med museumsprojektet.

### En parafrase overSkolen i Athen
Den danske kunsthistoriker Søren Kaspersen har i artiklen ”Et Selskab af danske Kunstnere i Rom” foreslået, at Constantin Hansen har malet en hverdagslig genfortolkning af Rafaels fresko Skolen i Athen (1509-1511) i Stanza della Segnatura i Vatikanet. Kaspersen beskriver, at der både i maleriets idé og komposition er paralleller til Skolen i Athen. En væsentlig lighed er, at begge værker skildrer en forsamling af en kulturel elite, der diskuterer tidens idéer. Rent kompositorisk er personerne i Hansens gruppeportræt på samme måde som personerne i Skolen i Athen, grupperet omkring en lysåbning i baggrunden. 
Forskellen er dog at Rafael har iscenesat de antikke filosoffer på en ophøjet måde, i sammenligning fremstår de danske kunstnere i Hansens maleri som jordnære mennesker. Kaspersen fremhæver også, at der er sammenlignelige træk mellem figurerne i de to værker. Den liggende Bindesbøll indtager i Hansens værk en placering, der minder om den delvist nøgne Diogenes, som i Rafaels værk ligger midt på trappen. Derudover mener Kaspersen, at man kan se en vis lighed mellem Constantin Hansens eftertænksomme udtryk og den grublende figur i forgrunden, der ofte identificeres med Michelangelo. 